# Bóg istnieje, a jej imię to Petrunia
Bóg istnieje, a jej imię to Petrunia (mac. Господ постои, името ѝ е Петрунија / Gospod postoi, imeto i' e Petrunija) – północnomacedoński dramat filmowy z 2019 roku w reżyserii Teony Strugar Mitewskiej, zrealizowany w ramach koprodukcji międzynarodowej.
Film miał swoją światową premierę w konkursie głównym na 69. MFF w Berlinie, gdzie zdobył Nagrodę Jury Ekumenicznego oraz Nagrodę Stowarzyszenia Niemieckich Kin Studyjnych. Na ekrany polskich kin obraz wszedł 25 października 2019 roku.

## Fabuła
Każdego roku 19 stycznia, w religijną uroczystość Objawienia Pańskiego, w mieście Sztip odbywa się ludowy rytuał - wysoki duchowny wrzuca drewniany krzyż w odmęty miejscowej rzeki, a mężczyźni rzucają się do wody, by go stamtąd wydostać. Zwycięzca ma zagwarantowane błogosławieństwo na cały kolejny rok i staje się lokalnym bohaterem. Gdy jednak wyzwanie podejmuje tytułowa 30-letnia Petrunia i wygrywa w tych specyficznych zawodach, spotyka się z ostracyzmem z racji swojej płci.

## Obsada
- Zorica Nuševa – Petrunia
- Łabina Mitewska – dziennikarka Slavica
- Stefan Vujisić – młodszy oficer Darko
- Suad Begowski – duchowny
- Petar Mircewski – Stojan

## Produkcja
Zdjęcia kręcono w Skopju i Sztipie.